# بيير غوتييه
بيير غوتييه (بالفرنسية: Pierre Gautier)‏ هو دراج فرنسي، ولد في 20 ديسمبر 1946.

## وصلات خارجية
- بيير غوتييه على موقع أرشيف الدراجات (الإنجليزية)
- بيير غوتييه على موقع إحصائيات الدراجات الإحترافية (الإنجليزية)